# تد بریکز
تد بریکز (انگلیسی: Ted Breaks; ۲۹ دسامبر ۱۹۱۹ – نوامبر ۲۰۰۰) بازیکن فوتبال بود.
از باشگاه‌هایی که در آن بازی کرده‌است می‌توان به باشگاه فوتبال هالیفاکس تاون اشاره کرد.